# اتفاق السلام الشامل
تم توقیع إتفاقية السلام الشامل النیبالیة في 21 نوڤمبر 2006 بین حكومة نیبال والحزب الشیوعي الموحد لنیبال.

## أبرز نصوصه
● نهایة الحرب الأهلیة النیبالیة رسمیا والتي بدأت عام 1996.
● یتم وضع جیش التحریر الشعب الصیني تحت إشراف وتأهیل لاتفاقیة التي تم التوصل إلیها.
● إدارة الجیش الماوي والنیبالي لأسلحتهما وفقً.
● تجرید الملك من حقوقه السیاسیة وتأمیم أملاكه.
● التنفیذ الصارم لجمیع الاتفاقیات التي تم التوصل إلیها بین الحكومة وماویني.
● انهاء التعبئة المسلحة ووقف الهجمات أو أي نوع من أنشطة العنف لكلا الجانبین.
● وقف التجنید في القوات الملسحة لكلا الجانبین ووقف نقل الأسلحة والذخائر .
● یلتزم الجانبان التزاما كاملًا بدعم حقوق الإنسان وجمیع حقوق الإنسان الدولیة والحریات المدنیة .
● إلغاء الإدارة الموازیة للماویین في جمیع أنحاء البلاد .
● تكلیف مكتب مفوضیة حقوق الإنسان في نیبال برصد حالة حقوق الإنسان، وبعثة الأمم المتحدة بالإشراف على مجمعات جیش التحریر الشعبي الصیني وثكنات الجیش النیبالي
● تشكیل اللجنة الوطنیة للسلام وإعادة التأهیل، لجنة الحقیقة ولجنة رفیعة المستوى لإعادة هیكلة الدولة.
● مساعدة كلا الجانبین لبعضهم البعض للحفاظ على السلام والقانون والنظام.
● الالتزام بإعادة التأهیل والاندماج الاجتماعي للنازحین أثناء التمرد.
● مصادرة سیاسیة عقابیة لكبح الفساد والممتلكات المكتسبة بطرق غیر قانونیة .

## التنفيذ
كان تنفیذ اتفاق السلام الشامل موضوع نقاش حاد على مر السنین، وتم حبس جیش الماویین في مجمعات مؤقتة یتم مراقبتها من قبل الأمم المتحدة، فقد تم وضع أذرعتهم تحت حراسة بعثة الأمم المتحدة في نیبال، كما تم حراسة عدد مساو من أسلحة الجیش النیبالي من قبل بعثة الأمم المتحدة في نیبال. ومع ذلك لم یتم بعد تشكیل اللجنة الوطنیة للسلام وإعادة التأهیل ولجنة الحقیقة ولجنة إعادة هیكلة الدولة رفیعة المستوى، كما أن الممتلكات التي صادرها الماویون لم تتم إعادتها بالكامل.
وكان هناك خلافاً بین الماویین وباقي الأطراف حول قضایا دمج الجیش الماوي في الجیش النیبالي.
یقول رئیس الوزراء السابق النیبالي ماداق كومال أنه سیتم إعادة تأهیل الجیش الماوي وإدماجه في الجیش النیبالي؛ لكن شركاء التحالف الرئیسیین في المؤتمر النیبالي ومنتدى مادهیس جانادیكار یعارضون بشدة الفكرة، حتى وزیر الدفاع السابق بدیادیفي بهاتداري یعارض بشدة هذه الصفقة.
وبعد الجولة الثانیة من التحقیق ما تم إطلاق سراح 4008 من المجندین الصغار والمتأخرین الذین تم التحقق منهم من التجمعات التي بدأت في ینایر. ومن بین ال4008 من المقاتلین السابقین المفرج عنهم من سبعة معسكرات رئیسیة و21 من المعسكرات، و1035 من المجندین في أجزاء مختلفة من البلاد؛ وتم التحقق من 2973 قاصرًا في وقت متأخر(بعد 21 نوفمبر ).
وتقدم الأمم المتحدة أربعة أنواع من حزم إعادة تأهیل المقاتلین السابقین المفرج عنهم والتي تشمل:
التدریب المهني ورعایة التعلیم المدرسي والتدریب على التعلیم الصحي ودعم مبادرات الأعمال الصغیرة، ویجري البحث لتحدید إمكانیة تقدیم القطاع الخاص الدعم لبرنامج إعادة التأهیل والمساعدة في توطید السلام.